# Stay Hungry
Stay Hungry är Twisted Sisters tredje studioalbum, utgivet den 10 maj 1984. Albumet såldes i tre miljoner exemplar i USA. Låtarna "We're Not Gonna Take It" och "I Wanna Rock" blev två av gruppens mest kända och mest framgångsrika låtar. 

## Låtlista
Alla låtar är skrivna av Dee Snider. 
| 1. | Stay Hungry                                                      | 3:03 |
| 2. | We're Not Gonna Take It                                          | 3:38 |
| 3. | Burn in Hell                                                     | 4:43 |
| 4. | Horror-Teria (The Beginning): a) Captain Howdy b) Street Justice | 7:45 |

| 5. | I Wanna Rock      | 3:06 |
| 6. | The Price         | 3:48 |
| 7. | Don't Let Me Down | 4:26 |
| 8. | The Beast         | 3:30 |
| 9. | S.M.F.            | 3:01 |

## Medverkande
- Dee Snider – sång
- Eddie "Fingers" Ojeda – sologitarr, bakgrundssång
- Jay Jay French – kompgitarr, sologitarr, bakgrundssång
- Mark "The Animal" Mendoza – basgitarr, bakgrundssång
- A.J. Pero – trummor, slagverk